# Ramón Alonso

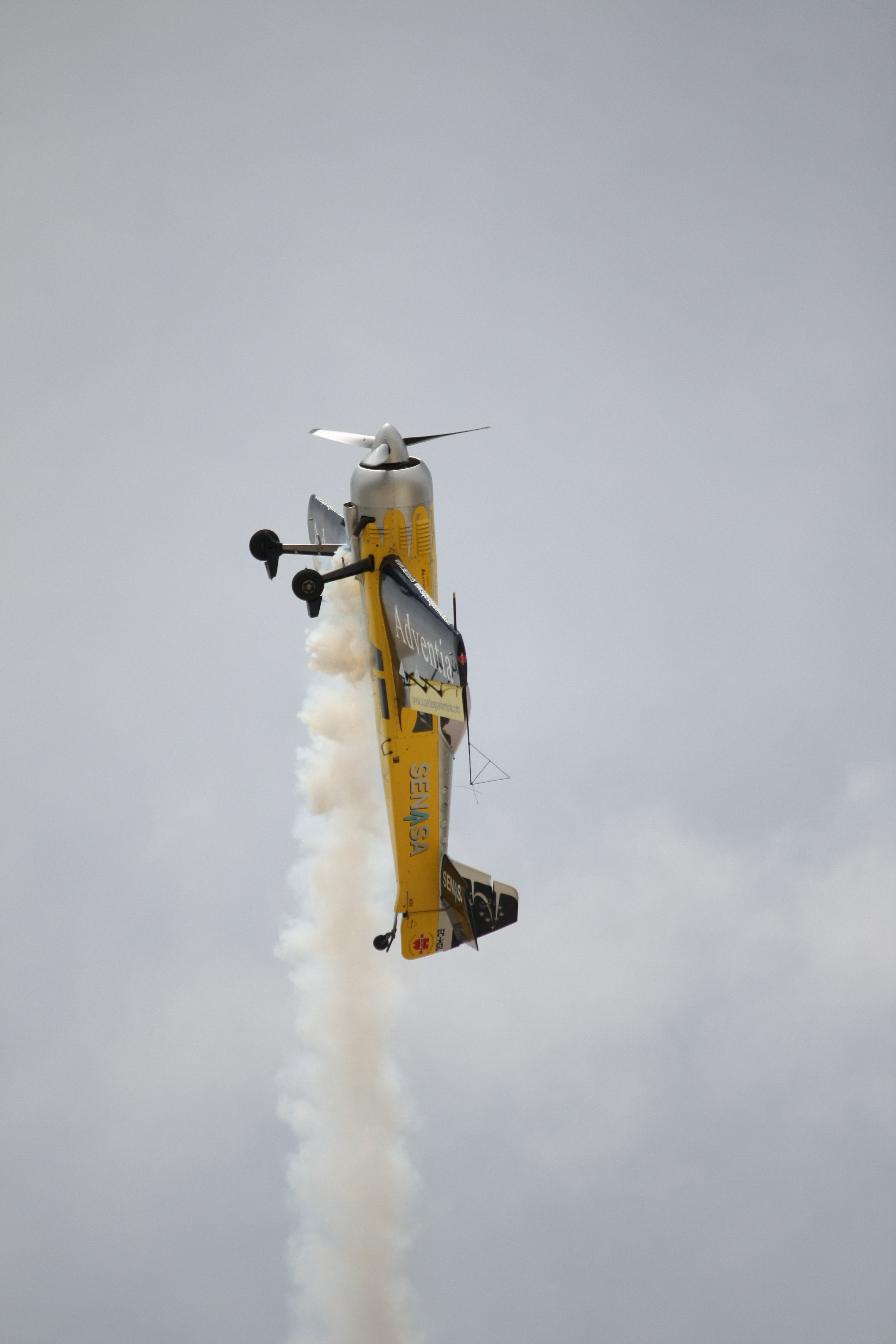
Ramón Alonso pilotando su Sukhoi Su-31

Ramón Alonso Pardo (18 de julio de 1957) es un piloto acrobático español. Ha sido campeón de España absoluto de vuelo acrobático de 1987 a 2001, campeón de Europa de vuelo acrobático y campeón del mundo en 2007.

## Palmarés

### Campeonato de España de Vuelo Acrobático (CEVA)
Campeón de España absoluto de vuelo acrobático de 1987 a 2001 y de 2003 hasta 2007.

### Mundial de Vuelo Acrobático
| Año  | Sede              | Individual | Equipos    |
| ---- | ----------------- | ---------- | ---------- |
| 2007 | Armilla (Granada) | Campeón    | Subcampeón |

### FAI Al-Ain International Aerobatic Competition
| Año  | Sede                   | Individual |
| ---- | ---------------------- | ---------- |
| 2008 | Emiratos Árabes Unidos | Campeón    |